# Brejo Grande (kommun i Brasilien)
Brejo Grande är en kommun i Brasilien.   Den ligger i delstaten Sergipe, i den östra delen av landet, 1 400 km öster om huvudstaden Brasília. Antalet invånare är 7 745.
Trakten runt Brejo Grande består huvudsakligen av våtmarker.